# Chante la résistance
Chante la résistance est un album CD de Marc Ogeret sorti en 1990 inspiré du spectacle Témoignage sur la période 1940-1945.

## Titres
| No  | Titre                                             | Paroles                           | Musique                           | Durée |
| --- | ------------------------------------------------- | --------------------------------- | --------------------------------- | ----- |
| 1.  | Le Chant des partisans                            | Maurice Druon et Joseph Kessel    | Anna Marly, 1943                  | 2:56  |
| 2.  | Bon pour le vent[2]                               | Louis Aragon, 1941                | Louis Aragon                      | 1:35  |
| 3.  | Lettre de Guy Môquet (22 octobre 1941)            |                                   |                                   | 2:36  |
| 4.  | Chanson de la mort violente                       | René Guy Cadou                    | René Guy Cadou                    | 4:37  |
| 5.  | Lettre de Missak Manouchian (21 février 1944)     |                                   |                                   | 3:15  |
| 6.  | L'affiche rouge[6]                                | Louis Aragon, 1956                | Léo Ferré, 1959                   | 3:32  |
| 7.  | Robert le Diable (Poème hommage à Robert Desnos)  | Louis Aragon, 1960                | Jean Ferrat, 1968                 | 4:18  |
| 8.  | La Rose et le Réséda                              | Louis Aragon, 1944                | Patrice Peyrieras                 | 2:25  |
| 9.  | Nuit et brouillard                                | Jean Ferrat, 1963                 | Jean Ferrat, 1963                 | 3:20  |
| 10. | Executive[10]                                     | Eugène Guillevic, 1947            | Eugène Guillevic, 1947            | 2:15  |
| 11. | Les enfants d'Auschwitz[11]                       | René-Louis Lafforgue, 1966        | René-Louis Lafforgue, 1966        | 2:55  |
| 12. | L'amour du prochain[12]                           | Max Jacob, 1944                   | Max Jacob, 1944                   | 1:00  |
| 13. | Camarade                                          | Viglietti Deschamps               | Viglietti Deschamps               | 2:34  |
| 14. | Neuf balles (Avec la participation de Zoé Ogeret) | Madeleine Riffaud                 | Madeleine Riffaud                 | 0:20  |
| 15. | Poèmes d'amour en guerre[15]                      | Paul Éluard, 1943                 | Paul Éluard, 1943                 | 0:56  |
| 16. | Lève les yeux au ciel                             | J.F. Deschamps, Patrice Peyrieras | J.F. Deschamps, Patrice Peyrieras | 3:01  |
| 17. | Un jour, un jour[17]                              | Louis Aragon, 1963                | Jean Ferrat, 1966                 | 4:05  |

2.  Le titre de ce poème paru dans Le Crève-cœur est La Valse des vingt ans. « Bon pour le vent bon pour la nuit bon pour le froid » est le premier vers du poème.

6.  Strophes pour se souvenir est le titre de ce poème extrait du Roman inachevé, Editions Gallimard, Collection Poésie,  (ISBN 2-07-030011-0) ; réédition 01/01/1994.

10.  Le titre de ce poème est Les Charniers, paru dans le recueil Exécutoire. Terraqué - Suivi de Exécutoire, Editions Gallimard, collection Poésie, réédition 01.09.1968.

11.  Les enfants d'Auschwitz, René Louis Lafforgue, Le chant du monde. Orchestre dirigé par Jean Baitzouroff - EP-45-3239.

12.  Poème écrit en 1944 alors que Max Jacob était interné au camp de Drancy où il devait décéder le 5 mars.

15.  7e poème du recueil Les sept poèmes d'amour en guerre, sous le pseudonyme de Jean Du Haut, imprimé clandestinement à Saint-Flour par Amarger en 1943 ; réédition Cahors. Éditions des Francs-tireurs partisans français du Lot en 1944.

17.  Extrait du poème intitulé « Fable du navigateur et du poète », dans « Le Fou d’Elsa », sous le chapitre : « La grotte ». Editions Gallimard, collection Poésie - Réédition 09.10.2002 -  (ISBN 2070424111 et 978-2070424115).

## Remerciements
Marc Ogeret remercie :
- Mireille Rivat et les amis du musée de la résistance pour leurs conseils ;
- le pianiste Patrick Giraud, son « fidèle compagnon de scène » ;
- la Fête de l'humanité « qui a voulu que cet enregistrement existe" »

## Arrangements et Directions d'Orchestre
Orchestrations, prise de son et mixage au studio Corydalis près de Limoges par Patrice Peyrieras qui a dirigé :
- Jean Philippe Audin (violoncelle)
- Kako Besso (Trompette et trompette piccolo)
- Tony Bonfils (Contre basse)
- Jean-Marc Lajudie (batterie)
- Jacques Peillon (cor)
- Alex Perdigon (trombone et accordéon)
- Patrice Peyrieras (piano, synthétiseurs et guitare)
- Didier Sutton (percussions)
- Anne Thomas (piano)

## Fiche technique
- Présentation de l'album : Roland Leroy
- Production : Jean-René Pouilly pour Erska
- Réalisation : Patrice Peyrieras / Studio Corydalis
- Distribution : Scalen'disc